# Фаланга (противотанковый ракетный комплекс)
«Фаланга» (Индекс ГРАУ ракеты — 3М11, комплекса — 2К8, по классификации МО США и НАТО — AT-2 Swatter, рус. мухобойка) — советский противотанковый ракетный комплекс (ПТРК) первого поколения.

## История
Комплекс «Фаланга с противотанковой управляемой ракетой (ПТУР) 3М11 разработан в ОКБ-16 под руководством А. Э. Нудельмана, совместно с НИИ-648 (система радиоуправления),  НИИ-6 (заряд твердотопливного двигателя), НИТИ-11 (пьезоэлектрические взрыватели). Принят на вооружение ВС СССР 30 августа 1960 года. 
Комплекс неоднократно модернизировался. В 1967 году на вооружение был принят комплекс «Фаланга-М» с ПТУР 9М17М. Были улучшены характеристики рулевого тракта и системы стабилизации по крену, вместо силовой установки из двух двигателей (стартового и маршевого) был применён более лёгкий однокамерный двухрежимный двигатель с увеличенным вдвое запасом топлива. В результате модернизации дальность полёта ракеты увеличилась до 4000 м, средняя скорость выросла со 150 до 230 м/с, но и стартовая масса снаряда увеличилась до 31 кг. Комплексом «Фаланга-М» стали оснащать вертолёты армейской авиации ВС СССР.
В 1972 году на вооружение был принят ПТРК второго поколения «Фаланга-П» с ПТУР 9М17П и полуавтоматической системой наведения: если в предыдущих модификациях комплекса оператор должен был управлять ракетой с помощью джойстика, то в этой было достаточно удерживать цель в перекрестье прицела. Аппаратура наведения отслеживала положение ракеты по её трассеру и автоматически формировала управляющие команды.
Производство ракет 9М17П для нужд ВС СССР продолжалось на Ковровском механическом заводе до 1980 года, а на экспорт — до 1990. ПТРК был снят с вооружения ВС РФ в 1997 году.
В августе 1999 года на выставке МАКС были представлены два варианта модернизации ПТУР: 9М17П мод.1, с гарантированной бронепробиваемостью до 400 мм под углом 60° от нормали и 9М17П мод.2,  с гарантированной бронепробиваемостью более 400 мм.
В 2000 году ОАО «Ковровский механический завод», ГУП «КБ ТочМаш им. А. Э. Нудельмана» и ФГУП «ГосНИИМаш» был представлен ПТУР 9М17М2, представлявший собой ракету 9М17П, оснащённую новой фугасной боевой частью (БЧ) 9Н114М2. Испытания показали, что БЧ обеспечивала бронепробиваемость 100-120 мм по нормали, не менее 50 мм под углом 60° от нормали и бетонобойное действие до 500 мм. Фугасное действие эквивалентно 7,5 кг тротила.
Также в 2000 году ОАО «Ковровский механический завод» и ГУП «КБ ТочМаш им. А. Э. Нудельмана» был представлен мишенный комплекс (имитатор воздушной цели) на базе ПТУР «Фаланга-М», предназначенный для обучения расчётов ПВО.

## Тактико-технические характеристики[14]
|                                                 | 3М11 «Фаланга» (AT-2A Swatter-A)  | 9М17 (9М17М) «Фаланга-М» (AT-2B Swatter-B) | 9М17П «Фаланга-П» (AT-2C Swatter-C)                                                   |
| ----------------------------------------------- | --------------------------------- | ------------------------------------------ | ------------------------------------------------------------------------------------- |
| Дальность стрельбы, минимальная…максимальная, м | 600…2500                          | 600…3500                                   | в режиме ручного наведения: 450…4000 в режиме полуавтоматического наведения: 600…4000 |
| Стартовая масса ракеты, кг                      | 29,48                             | 31                                         | 31,6                                                                                  |
| Длина ракеты, мм                                | 1150                              | 1150                                       | 1165                                                                                  |
| Диаметр (калибр) ракеты, мм                     | 140                               | 140                                        | 142                                                                                   |
| Размах стабилизаторов, мм                       | 680                               | 680                                        | 680                                                                                   |
| Поперечные габариты со сложенным оперением, мм  | 255 x 262                         | -                                          | -                                                                                     |
| Максимальная скорость ракеты, м/с               | 140                               | 170                                        | 170                                                                                   |
| Время полёта на максимальную дальность, с       | до 28                             | -                                          | 24                                                                                    |
| Боевая часть                                    | кумулятивная                      | кумулятивная                               | 9Н114, кумулятивная                                                                   |
| Масса боевой части, кг                          | 7                                 | 7                                          | 7                                                                                     |
| Бронепробиваемость под углом 90°/60°, мм        | 500/250                           | 500/250                                    | 650/280                                                                               |
| Система управления                              | командная, ручная, по радиоканалу | командная, ручная, по радиоканалу          | командная, полуавтоматическая или ручная, по радиоканалу                              |

## Модификации
- «Фаланга» — ПТРК в составе комплекса 2К8 боевой машины 2П32[18]. ПТУР 3М11 (9М17).
- «Фаланга-В» — опытный ПТРК для вооружения вертолётов Ми-1МУ и серийный ПТРК в составе комплекса К-4В для вооружения вертолётов Ми-4АВ, Ми-8ТВ и Ми-8ТВК. ПТУР 9М17М[8].
- «Фаланга-М» — опытный ПТРК для вооружения вертолётов В-2В (Ми-2В), Ми-8ТВ (комплекс 9П153)[19] и серийный ПТРК в составе комплекса К-4В для вооружения вертолётов Ми-4АВ[20], В-24 (комплекс 9П46М)[8], Ми-24А (комплекс 9П146М)[21]. ПТУР  9М17М. Также устанавливался на боевые машины 2П32М и 9П124[22][23].
- «Фаланга-МВ» — опытный ПТРК для вооружения вертолётов Ми-24Б[8], Ми-24А. Комплексы 9М146М или 9П513[24].
- «Фаланга-Н» — ПТРК для вооружения вертолётов Ми-1, Ми-4АВ[24].
- «Фаланга-П» — ПТРК для вооружения вертолётов Ми-4АВ, Ми-24А, Ми-8ТВ[6], Ми-24Б/Д[24] (комплекс 9П145)[21]. Также устанавливался на боевые машины 2П32М, 9П124[25], 9П137[6] (комплекс 9К8). ПТУР 9М17П[26].
- «Фаланга-ПВ» — серийный ПТРК для вооружения вертолета Ми-24Д. ПТУР 9М17П «Скорпион»[8]. Комплекс 9П145[24].
- «Фаланга-М2» — ПТУР 9М17М2 с фугасной БЧ 9Н114М2[11][24].
- 9М17Практ — учебная ракета, оснащённая массо-габаритным имитатором БЧ[27].
- Мишенный комплекс на базе ПТУР «Фаланга-М»[13].

## Эксплуатанты

### Изготовитель/основной эксплуатант
- СССР

### Другие эксплуатанты
- Алжир[11][28]
- Ангола[11][28][29]
- Афганистан[11][28][30]
- Вьетнам[28]
- ВНР[11][28][31]: остаются на вооружении Венгрии[32].
- ВСНЛАД[11][28][33]
- ГДР[11][28][34]
- Египет[35]
- Индия[11][28][36]
- Ирак[11][28]
- Йемен[28][37]
- КНДР[28]
- Куба[11][28]
- Мозамбик[11][28]
- Монголия[28]
- Никарагуа[28][38]
- НРБ[11][28][30]
- Перу[28][30]
- ПНР[11][28][39]
- Сирия[11][40][41]
- СР Румыния[28][39]
- Югославия[28]
- Южный Йемен[28][42]
- Чехословакия[11][28][34]
- Эфиопия[28]

## Галерея
- Боевые машины 2П32 с ракетами «Фаланга» на военном параде в Москве 1 мая 1964 года.
- Разрезной макет ПТУР 9М17П
- Ракеты комплекса «Фаланга» на подвеске вертолёта Ми-24А